# Hypochaeridinae
Hypochaeridinae, podtribus glavočika, dio tribusa Cichorieae.. Postoji 11 rodova, tipični je Hypochaeris.

## Rodovi
1. Avellara Blanca & C. Díaz (1 sp.)
2. Urospermum Scop. (2 spp.)
3. Scorzoneroides Moench (20 spp.)
4. Achyrophorus Adans. (8 spp.)
5. Trommsdorffia Bernh. (5 spp.)
6. Hypochaeris L. (54 spp.)
7. Helminthotheca Zinn (6 spp.)
8. Picris L. (42 spp.)
9. Hedypnois Hill (3 spp.)
10. Thrincia Roth (8 spp.)
11. Leontodon L. (33 spp.)